# Черникович, Парфён Парфёнович
Парфён Парфёнович Черникович (2 ноября 1920 года, д. Малые Страхини, Минская губерния, Советская Россия — 14 марта 2011 года) — советский и российский художник, основатель варнавинского косторезного промысла, народный художник Российской Федерации (2005).

## Биография
Родился 2 ноября 1920 года в д. Малые Страхини Минской губернии Белоруссии.
В 1935 году — семья сослана в Архангельскую область.
В 1939 году — с отличием окончил художественную школу резьбы по кости, став художником-резчиком высшего 7-го разряда.
1 июня 1941 года — призван в ряды Красной Армии, 18 июля 1942 года — был тяжело ранен под Старой Руссой и был комиссован по здоровью.
В 1945 году, несмотря на последствия ранения, создаёт свою первую значимую работу — вазу «Север», которая участвовала во Всесоюзном конкурсе по художественным промыслам в Москве, а в дальнейшем была подарена президенту США Ф. Рузвельту от Советского правительства.
Второй большой работой стал резной декоративный кубок «Победа» из мамонтовой кости высотой 45 см, на котором изображена батальная сцена и портреты маршалов Советского союза К. К. Рокоссовского, Г. К. Жукова, И. С. Конева, А. М. Василевского и над которым мастер трудился 14 месяцев. Вес изделия — не более 600 грамм, а материала ушло 12 килограмм. Кубок представлен в собрании Музея народного искусства в Москве.
В 1949 году — создал вазу «Социалистический Север», которая послужила подарком к 70-летию Иосифа Виссарионовича Сталина от трудящихся Архангельской области.
В 1951 году — создана шкатулка «Север» с изображением сцены поездки на оленях в зимнем лесу.
В 1968 году — по приглашению начальника Управления художественных промыслов облисполкома мастер с семьёй переезжает в Горький (сейчас — Нижний Новгород), и стал основателем холмогорско-нижегородского стиля косторезного промысла. Место для промысла было определено в п. Варнавино.
С 1970 по 1973 годы — вел работу по организации в Варнавине косторезного промысла: приспособления предоставленного помещения, заказ оборудования, подбор кадров, формирования фонда образцов для производства, ездил по деревням района, приглашая всех желающих из числа выпускников 8-х и 10-х классов обучаться резьбе по кости.
В июле 1971 года — в Варнавине была организована экспериментальная мастерская по обучению профессии резчика по кости. В 1972 году было организовано опытное косторезное производство, которое в 1973 году преобразовано в филиал Казаковского производственного ювелирного объединения.
Парфён Парфёнович Черникович умер 14 марта 2011 года, похоронен на Нижегородском (Федяковском) кладбище.

## Награды
- Орден Отечественной войны I степени (1985)
- Медаль «За боевые заслуги» (1945)
- Народный художник Российской Федерации (2005)
- Заслуженный художник Российской Федерации (29 декабря 1994) — за заслуги в области изобразительного искусства